# Бадыноко
Бадыноко — нарт, архетипичный культурный герой адыгской Нартиады, часто именуется «одинокий герой», вероятно является самым древним (архаичным) героем эпоса, через него передаются наиболее значимые сакральные истины.

## Главное действие
Именно Бадыноко укрыл своего отца от жестокого, но общепринятого нартского закона (сбрасывания престарелых нартов с горы (мифической горы)). Далее он тайно навещает своего отца в пещере, рассказывает ему о серьёзных проблемах народа нартов. Отец, даёт сыну ряд мудрых советов, которые принесли спасение народу (общий смысл советов — необходимость использования божественных сил). Фактически, образ его отца (от имени «старшего поколения») выступает за сохранения института почитания богов, а сам Бадыноко выступает за сохранения института почитания старших. В итоге Бадыноко добивается отмены жестокого закона.
Образ Бадыноко — образ нарта, который знает либо догадывается о несовершенстве законов бытия (следовательно и о несовершенстве нартских законов), который сумел противопоставить своё мнение мнению большинства и одержал победу.